# Hiroshi Miyazawa (polityk)
Hiroshi Miyazawa (jap. 宮澤 弘 Miyazawa Hiroshi; ur. 22 września 1921 w Fukuyama, zm. 26 maja 2012 w Tokio) – japoński polityk, minister.

## Życiorys
Był bratem polityka Kiichi Miyazawy. Od 16 grudnia 1973 do 29 października 1981 był gubernatorem w prefekturze Hiroszima. W okresie od 9 października 1995 do 11 stycznia 1996 był ministrem sprawiedliwości w rządzie premiera Murayamy.